# 동경 13도
동경 13도(東經13度)는 본초 자오선에서 동쪽으로 13도 떨어진 경선이다. 북극점에서 시작하여 북극해, 유럽, 아프리카, 대서양, 남극해, 남극을 거쳐 남극점에 이른다.
동경 13도는 서경 167도와 이어져 지구의 둘레를 이룬다.

북극점에서 남극점까지 동경 13도선은 다음 지역을 지나간다.
| 좌표                                                  | 나라, 지역, 해역 | 주석                                                                        |
| ----------------------------------------------------- | ---------------- | --------------------------------------------------------------------------- |
| 북위 90° 0′ 동경 13° 0′  / 북위 90.000° 동경 13.000°  | 북극해           |                                                                             |
| 북위 79° 48′ 동경 13° 0′  / 북위 79.800° 동경 13.000° | 노르웨이         | 스발바르 제도 스피츠베르겐섬                                                |
| 북위 78° 12′ 동경 13° 0′  / 북위 78.200° 동경 13.000° | 대서양           | 노르웨이해                                                                  |
| 북위 68° 3′ 동경 13° 0′  / 북위 68.050° 동경 13.000°  | 노르웨이         | 모스케네쇠위아섬                                                            |
| 북위 67° 53′ 동경 13° 0′  / 북위 67.883° 동경 13.000° | 대서양           | 노르웨이해                                                                  |
| 북위 66° 41′ 동경 13° 0′  / 북위 66.683° 동경 13.000° | 노르웨이         | 몇몇 섬과 본토                                                              |
| 북위 64° 4′ 동경 13° 0′  / 북위 64.067° 동경 13.000°  | 스웨덴           | 베네른호를 통과함                                                           |
| 북위 55° 44′ 동경 13° 0′  / 북위 55.733° 동경 13.000° | 외레순 해협      |                                                                             |
| 북위 55° 37′ 동경 13° 0′  / 북위 55.617° 동경 13.000° | 스웨덴           | 말뫼를 통과함                                                               |
| 북위 55° 23′ 동경 13° 0′  / 북위 55.383° 동경 13.000° | 발트해           |                                                                             |
| 북위 54° 27′ 동경 13° 0′  / 북위 54.450° 동경 13.000° | 독일             | 베를린의 서쪽을 지나감                                                      |
| 북위 50° 26′ 동경 13° 0′  / 북위 50.433° 동경 13.000° | 체코             |                                                                             |
| 북위 49° 19′ 동경 13° 0′  / 북위 49.317° 동경 13.000° | 독일             |                                                                             |
| 북위 48° 14′ 동경 13° 0′  / 북위 48.233° 동경 13.000° | 오스트리아       |                                                                             |
| 북위 47° 51′ 동경 13° 0′  / 북위 47.850° 동경 13.000° | 독일             | 3km 정도                                                                    |
| 북위 47° 50′ 동경 13° 0′  / 북위 47.833° 동경 13.000° | 오스트리아       | 13km 정도 – 잘츠부르크의 바로 서쪽을 지나감                                 |
| 북위 47° 43′ 동경 13° 0′  / 북위 47.717° 동경 13.000° | 독일             |                                                                             |
| 북위 47° 28′ 동경 13° 0′  / 북위 47.467° 동경 13.000° | 오스트리아       |                                                                             |
| 북위 46° 36′ 동경 13° 0′  / 북위 46.600° 동경 13.000° | 이탈리아         |                                                                             |
| 북위 45° 38′ 동경 13° 0′  / 북위 45.633° 동경 13.000° | 아드리아해       |                                                                             |
| 북위 43° 52′ 동경 13° 0′  / 북위 43.867° 동경 13.000° | 이탈리아         |                                                                             |
| 북위 41° 18′ 동경 13° 0′  / 북위 41.300° 동경 13.000° | 지중해           | 이탈리아 폰티네 제도 사이를 지나감 이탈리아 우스티카섬의 바로 서쪽을 지나감 |
| 북위 38° 3′ 동경 13° 0′  / 북위 38.050° 동경 13.000°  | 이탈리아         | 시칠리아섬                                                                  |
| 북위 37° 31′ 동경 13° 0′  / 북위 37.517° 동경 13.000° | 지중해           | 이탈리아 리노사섬의 바로 동쪽을 지나감                                      |
| 북위 32° 50′ 동경 13° 0′  / 북위 32.833° 동경 13.000° | 리비아           | 트리폴리 바로 서쪽을 지나감                                                 |
| 북위 23° 18′ 동경 13° 0′  / 북위 23.300° 동경 13.000° | 니제르           |                                                                             |
| 북위 13° 31′ 동경 13° 0′  / 북위 13.517° 동경 13.000° | 나이지리아       |                                                                             |
| 북위 9° 28′ 동경 13° 0′  / 북위 9.467° 동경 13.000°   | 카메룬           |                                                                             |
| 북위 2° 15′ 동경 13° 0′  / 북위 2.250° 동경 13.000°   | 가봉             |                                                                             |
| 남위 2° 12′ 동경 13° 0′  / 남위 2.200° 동경 13.000°   | 콩고 공화국      |                                                                             |
| 남위 4° 34′ 동경 13° 0′  / 남위 4.567° 동경 13.000°   | 앙골라           | 15km 정도 – 카빈다 월경지                                                   |
| 남위 4° 42′ 동경 13° 0′  / 남위 4.700° 동경 13.000°   | 콩고 민주 공화국 |                                                                             |
| 남위 5° 53′ 동경 13° 0′  / 남위 5.883° 동경 13.000°   | 앙골라           |                                                                             |
| 남위 7° 34′ 동경 13° 0′  / 남위 7.567° 동경 13.000°   | 대서양           |                                                                             |
| 남위 9° 1′ 동경 13° 0′  / 남위 9.017° 동경 13.000°    | 앙골라           | 7km 정도 – 팔메린하스 곶                                                    |
| 남위 9° 5′ 동경 13° 0′  / 남위 9.083° 동경 13.000°    | 대서양           |                                                                             |
| 남위 12° 47′ 동경 13° 0′  / 남위 12.783° 동경 13.000° | 앙골라           |                                                                             |
| 남위 16° 59′ 동경 13° 0′  / 남위 16.983° 동경 13.000° | 나미비아         |                                                                             |
| 남위 19° 56′ 동경 13° 0′  / 남위 19.933° 동경 13.000° | 대서양           |                                                                             |
| 남위 60° 0′ 동경 13° 0′  / 남위 60.000° 동경 13.000°  | 남극해           |                                                                             |
| 남위 69° 46′ 동경 13° 0′  / 남위 69.767° 동경 13.000° | 남극             | 퀸모드랜드, 노르웨이가 영유권을 주장한다.                                   |

## 같이 보기
- 동경 12도
- 동경 14도